# آزور (لوند)
آزور (به فرانسوی: Azur) یک کمون در فرانسه است که در canton of Soustons واقع شده‌است. آزور ۱۶٫۹۴ کیلومتر مربع مساحت دارد ۲۰ متر بالاتر از سطح دریا واقع شده‌است.